# 勒孔帕
勒孔帕（法語：Le Compas）是法国克勒兹省的一个市镇，属于奥比松区（Aubusson）奥藏塞县（Auzances）。该市镇总面积16.54平方公里，2009年时的人口为210人。

## 人口
勒孔帕人口变化图示